# Illegal Stills
Illegal Stills är ett album av den amerikanska rockmusikern Stephen Stills. Det gavs ut 1976.

## Låtlista
1. "Buyin' Time" (Stephen Stills) - 3:36
2. "Midnight in Paris" (Donnie Dacus/Véronique Sanson) - 4:00
3. "Different Tongues" (Donnie Dacus/Stephen Stills) - 3:09
4. "Soldier" (Donnie Dacus/Stephen Stills) - 2:59
5. "The Loner" (Neil Young) - 4:16
6. "Stateline Blues" (Stephen Stills) - 1:59
7. "Closer to You" (Donnie Dacus/Warner Schwebke/Stephen Stills) - 3:36
8. "No Me Niegas" (Stephen Stills) - 3:33
9. "Ring of Love" (Donnie Dacus/Stephen Stills) - 4:02
10. "Circlin'" (Kenny Passarelli/Stephen Stills) - 4:20